# 赵惠扬
赵惠扬（1931年7月—），男，北京人，中国核医学家，曾任上海医科大学核医学研究所所长、教授、博士生导师，药典委员会委员。